# Deputati del Consiglio dei Cinquecento
Questa lista dei deputati del Consiglio dei Cinquecento elenca tutte le persone che hanno fatto parte del Consiglio dei Cinquecento, una delle due assemblee legislative francesi previste dalla Costituzione francese del 1795, in funzione tra il 1795 e il 1799.

## A
- Germain Théodore Abolin
- Charles-Jean-Marie Alquier
- Antoine Andrei
- François Andrieux
- Antoine Balthazar Joachim d'André
- Pierre-Antoine Antonelle
- Barthélémy Aréna
- Joseph Antoine Aréna
- Jean-Marie Arrighi
- Pierre-Jean Audouin
- François Aubry
- Antoine-Augustin Auger
- Jean-Jacques Aymé

## B
- Pierre-Marie-Athanase Babey
- Jacques-Charles Bailleul
- Jean Henri Bancal des Issarts
- Jean Baptiste Bara
- Jean-François Barailon
- François-Xavier Baudot
- Jean Béchade-Casaux
- Louis Étienne Beffroy
- Jean Bérenger
- Nicolas-Bernard Belzais-Courménil
- Paul Émilien Béraud
- Georges Bergasse de Laziroules
- François Bergoeing
- Théophile Berlier
- Marie-Joseph Jacques Bermond
- Charles Ambroise Bertrand de La Hosdinière
- François Joseph Beyts
- Jean-Marie Bion
- Jacques-François Bissy
- François Blain
- Jean-Louis Blanc
- Jean Dominique Blanqui
- Antoine Innocent Blaviel
- Joseph Blin
- Pierre Joseph François Bodin
- Jean Julien Bodinier
- Alain Bohan
- Pierre Joseph Didier Boissieu
- François-Antoine de Boissy d'Anglas
- Luciano Bonaparte
- Félix Bonnaire
- Jean Thomas Bonnemain
- Siméon Bonnesœur-Bourginière
- Joseph Balthazar Bonet de Treyches
- Durand Borel de Brétizel
- Jacques-Antoine Boudin
- Antoine Jacques Claude Joseph Boulay de la Meurthe
- Jean Pierre Boullé
- François-Louis Bourdon
- Jean François Boursault-Malherbe
- Godefroy Bouvier
- Jean-Baptiste Bresson
- François-Augustin Brichet
- Pierre-Joseph Briot
- Jacques Brival
- Jean-Guillaume Brixhe
- Claude-Louis Bruslé de Valsuzenay
- Nicolas Joseph Bucquet

## C
- Pierre Jean Georges Cabanis
- Paul Cadroy
- Jean-Jacques Régis de Cambacérès
- Jean-Marie Calès
- Simon Camboulas
- Armand-Gaston Camus
- Joseph Cassanyes
- Jean-Baptiste Cavaignac
- Antoine Didier Jean-Baptiste Challan
- Jean Chanorier
- Vincent Chapelain
- Hyacinthe Chapuis
- Charles Antoine Chasset
- François Chastel
- Jean Claude Chastellain
- Richard Chauchet-Bourgeois
- Jean-Pierre Chazal
- François-Armand Cholet
- Henry Louis Joseph Cochet
- Pierre Colombel
- Jean-Isaac Combes-Dounous
- Polycarpe Constans
- Jean-Marie Corbun
- Jacques-Michel Coupé
- Gabriel Hyacinthe Couppé
- Denis Couzard
- Jacques Antoine Creuzé-Latouche
- Jean-François Curée

## D
- Joseph Séraphin Dabray
- Jean-Baptiste Dauchez
- Luc Jacques Edouard Dauchy
- Pierre Daunou
- Louis Marie Debaecque
- Jean Antoine Debry
- Jacques Defermon
- Antoine Delamarre
- Pierre Delbrel
- François-Godefroy Desaincthorent
- Bernard Descamps
- Laurent-François Dethier
- Jean-Louis Deville
- René Doche-Delisle
- François Amédée Doppet
- Louis-Gustave Doulcet de Pontécoulant
- Daniel Doumerc
- Joseph-Claude Drevon
- Jean-Baptiste Drouet
- Dieudonné Dubois
- François Louis Dubois
- Edmond Louis Alexis Dubois-Crancé
- Louis-Thibaut Dubois-Dubais
- Charles Jacques Nicolas Duchâtel
- Charles Dugua
- Jacques Antoine Dulaure
- Joseph Vincent Dumolard
- Jacques Paul Fronton Duplantier
- Jacques Charles Dupont de l'Eure
- Bernard-Jean-Maurice Duport
- Pierre Louis Duprat
- Charles-François Dupuis
- Charles François Marie Duval

## E
- Jean-François Ehrmann
- Jean-Louis Emmery
- Jacques Engerran-Deslandes
- Joseph Eschassériaux
- René Eschassériaux

## F
- Jean-Claude Fabre
- Jacques-Hyacinthe Fabry
- Jean Baptiste Fanneau de Lahorie
- Henri Fargues
- François-Joseph Febvre
- Marie-Félix Faulcon
- Gilbert-Amable Faure-Conac
- Guillaume-Jean Favard de Langlade
- Anthelme Ferrand
- Martin François Joseph Fery
- Honoré Marie Fleury
- Antoine Georges François
- Antoine Français de Nantes
- René François-Primaudière

## G
- Dominique-Joseph Garat
- Jacques Garnier dit Garnier de Saintes
- Jean Philippe Garran de Coulon
- Pierre-Anselme Garrau
- Joseph François Gau des Voves
- Jean-François Gaultier de Biauzat
- Léonard Honoré Gay de Vernon
- Jean-Pierre Gayet
- Jean-Joseph-Victor Genissieu
- Georges de l'Allier
- Pierre Mathurin Gillet
- Jean-Louis Girod de l'Ain
- Jacques Charles Giroust
- Louis Gohier
- Nicolas Constant Golzart
- Jean-René Gomaire
- Eugène Constant Joseph César Gossuin
- Guillaume François Charles Goupil de Préfelne
- Philippe Charles Aimé Goupilleau de Montaigu
- Claude-Christophe Gourdan
- Pierre-Joseph Grangier
- Jean Grenier (1753-1841)
- Antoine Grenot
- Ferdinand Pierre Marie Dorothée Guillemardet
- Jérôme Alexandre Guiot
- Joseph Guiter
- Louis-Bernard Guyton-Morveau
- Jean Guimberteau

## H
- Antoine-François Hardy
- Jean-Baptiste Harmand
- Henry-Larivière
- Jean-Marie Heurtault de Lammerville
- Étienne François Housset
- Jean-Antoine Huguet

## I
- François Perret Imbert
- Jacques Imbert-Colomès
- François Pierre Ingrand
- Maximin Isnard

## J
- Jean-Ignace Jacqueminot
- Jean-Joseph-Joachim Janod
- Camille Jordan
- Louis Jorrand
- André Joseph Jourdan
- Jean-Baptiste Jourdan

## K
- Augustin Bernard François Le Goazre de Kervélégan

## L
- Jean-Girard Lacuée
- Étienne Lagentie
- René-Augustin Lair-Lamotte
- Joseph Lakanal
- François Lamarque
- François Xavier Lanthenas
- Antoine Louis La Plaigne
- François Sébastien Christophe Laporte
- Louis-Marie de La Révellière-Lépeaux
- Isaac Étienne de Larue
- Marc-Antoine Laumon
- Claude-Nicolas Leclerc
- Jean-Barthélémy Le Couteulx de Canteleu
- Michel Mathieu Lecointe-Puyraveau
- Julien-Urbain-François-Marie-Riel Lefebvre de La Chauvière
- Antoine Joseph Lemarchant de Gomicourt
- Roland Gaspard Lemérer
- Ignace Joseph Lepidi
- Joseph Lequinio
- Denis Toussaint Lesage
- Robert Lindet
- Jean-Antoine Louis
- Jean-Baptiste Louvet de Couvray
- Thomas-Michel Lynch

## M
- Jean Mailhe
- Louis-François Maillart-Jubainville
- François Marbos
- Jean-Antoine Marbot
- Jean François Nicolas Marchoux
- Jean Joseph Marquis
- Ruffin Castus Massa
- François Maugenest
- André Charles Membrède
- Louis-Sébastien Mercier
- Antoine Merlin de Thionville
- Jean-Marie François Merlino
- Jean-Ulrich Metzger
- Étienne Mollevaut
- François-Étienne Montégut
- Denis François Moreau de Mersan
- Agricol Moureau

## N
- Jean-Baptiste Nairac
- Pierre-Alexandre-Antoine Nicolas de Meissas
- Jacques Barthélemy Noaille
- Pierre Barthélémy de Nogaret
- Jean-Gaspard Normand (elezione annullata)

## O
- Mathurin Jean François Obelin-Kergal
- Louis Gaspard Odolant-Desnos
- Pierre-Joseph Olbrechts
- Philippe Louis Ortalle
- Charles-François Oudot
- Charles-Lambert Doutrepont
- Jean-Antoine Ozun

## P
- Jean François Palhier de Sylvabelle
- Emmanuel de Pastoret
- Nicolas Jean-Baptiste Pavie
- Jean Pelet
- Joseph Pémartin
- Emmanuel Pérès de Lagesse
- Jacques Périès
- Catherine-Dominique de Pérignon
- Jean-Baptiste Perrin des Vosges
- Claude-Louis Petiet
- François Pétiniaud
- Claude-Marie-Joseph Philippe
- Jean-François Philippe-Delleville
- Jean-Baptiste Piette
- Pierre Louis Pinel
- Alexis François Pison de Galand
- Pierre François Nicolas Plet-Beauprey
- Philibert Antoine Polissard
- Jean-Baptiste Poncet-Delpech
- François-Martin Poultier
- Claude-Antoine Prieur-Duvernois
- François-Clément Privat de Garilhe
- Gilbert Prudon

## Q
- Antoine Chrysostome Quatremère de Quincy
- Jacques Queinnec
- Nicolas-Marie Quinette
- Jean-Baptiste Quirot

## R
- Nicolas Raffron de Trouillet
- Dominique-Vincent Ramel-Nogaret
- Georges-Antoine Ricard
- Claude Francois Benoît Richond
- François Joseph Ritter
- Claude Roberjot
- François Robert
- Louis Antoine Joseph Robin
- Joseph Yves Roüault de Cosquéran
- Jacques-Marie Rouzet
- Jean-Baptiste Royer
- Pierre-Paul Royer-Collard
- Albert Ruelle
- Auguste van Ruymbeke

## S
- Charles Saint-Martin-Valogne
- Jean-Baptiste Michel Saladin
- Christophe Saliceti
- Jean-Baptiste Pierre Saurine
- Louis-Jacques Savary
- Joseph Jérôme Siméon
- Antoine Sivard de Beaulieu
- Joseph Julien Souhait
- Jean Soulhié
- Sauveur Scherlock
- Emmanuel Joseph Sieyès
- Jean Serres

## T
- Jean-Lambert Tallien
- Michel-Louis Talot
- Léonard-Michel Texier-Mortegoute
- Louis Texier-Olivier
- Antoine Claire Thibaudeau
- Alexandre Thibaut
- Jean Baptiste Treilhard
- Guillaume Alexandre Tronsson
- Antoine Truc
- Jean-François Thourel

## V
- Jean-Marie Valentin-Duplantier
- Jean Valéry
- Pierre Joseph Vallée
- Jean-François Vauvilliers
- Pons de Verdun
- Guillaume Vergniaud
- Théodore Vernier
- Vincent-Marie de Vaublanc
- Louis Thomas Villaret de Joyeuse
- Louis Vitet

## W
- Antoine-Hubert Wandelaincourt
- Pierre Wautelée
- Joseph Valentin Wilhelm
- Amédée Willot
- Jean-François Woussen

## Y
- Jacques Marie Ysambart

## Z
- Joseph Zangiacomi